# Georg Schumacher (Politiker, 1936)
Georg Schumacher (* 2. März 1936 in Brake (Unterweser); † 3. August 2015 in Bremen) war ein deutscher Kaufmann sowie Politiker (CDU) und er war Mitglied der Bremischen Bürgerschaft.

## Biografie
Schumacher war als selbstständiger Schiffsmakler (Shipping OHG) in Bremen tätig. Er war verheiratet und hatte Kinder.
Er trat in die CDU ein. Von 1980 bis 1985 war er als Nachfolger von Bernd Hockemeyer Vorsitzender der CDU-Mittelstandsvereinigung im Land Bremen und 1981 Vorstandsmitglied der CDU/CSU-Mittelstandsvereinigung im Bund.
Von 1979 bis Oktober 1983 war er Mitglied der 10. Bremischen Bürgerschaft und Mitglied verschiedener Deputationen u. a. für Wirtschaft und Außenhandel sowie für Häfen, Schifffahrt und Verkehr. In der Bürgerschaft trat er u. a. für die Stärkung des Mittelstandes und von Existenzgründungen ein und war gegen die zu starke Ansiedlung von Verbrauchermärkten am Stadtrand, gegen die zu starke Erhöhung der Gewerbesteuer und gegen die ständige Ausflaggung von deutschen Schiffen. Er verzichtete auf eine erneute Kandidatur.
Er war ab 1979 bis Ende der 1980er Jahre Vorsitzender der Schiffsmaklervereinigung für Küsten- und Seeschiffbefrachter.